# 奥瑞恩·格林
奥瑞恩·格林（英語：Orien Greene，1982年2月4日—），美国NBA联盟职业篮球运动员。他在2005年的NBA选秀中第2轮第23顺位被波士顿凯尔特人选中。